# 孫慧明
孫慧明（そん けいめい）は中国と台湾に分布する新宗教・一貫道で神聖視される人物。一貫道十八祖張天然の妻であり、夫とともに「十八祖」に位置づけられることもある。「師母」「中華聖母」「子系祖」の尊称で呼ばれ、「月慧菩薩」なる尊格の化身ともされる。亡くなった場所は台北。信者の間では活仏として夫とともに死後も衆生を救済するべく活動していると信じられている。一貫道系団体の一つである中華聖教会では1947年に張天然が没した後、その祖位を彼女が継いだものであると位置づけている。
彼女を主とする師母派は台湾で最も大きな教勢を持つ。1993年の段階で信徒数は60万人を超え、さらに十八組に分かれている。